# Bundesamt für Cybersicherheit
Das Bundesamt für Cybersicherheit (BACS), zuvor Nationales Zentrum für Cybersicherheit (englisch National Cyber Security Centre; NCSC), ist das Kompetenzzentrum der Schweiz für Cybersicherheit. Es ist die erste Anlaufstelle für die Wirtschaft, Verwaltung, Bildungseinrichtungen und die Bevölkerung bei Cyberfragen. Es ist zudem verantwortlich für die koordinierte Umsetzung der Nationalen Cyberstrategie (NCS).

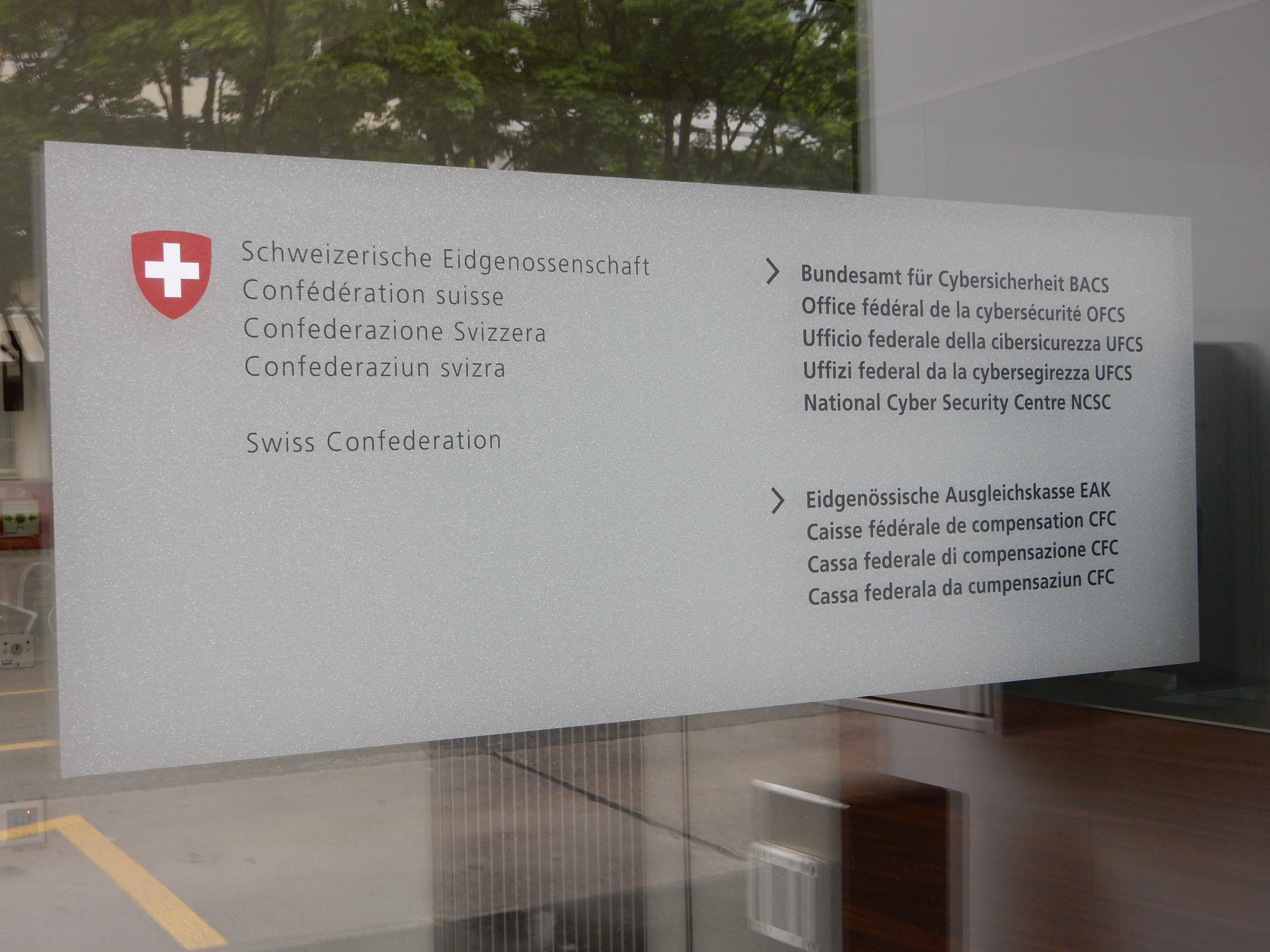
Eingang zum Bundesamt für Cybersicherheit in Bern

Das NCSC hat am 1. Juli 2020 seine operative Tätigkeit aufgenommen, das BACS am 1. Januar 2024.
Es wurde auf Basis bestehender Kompetenzen und Fachstellen wie der Melde- und Analysestelle Informationssicherung MELANI, welche bis zum 30. Juni 2020 vom Informatiksteuerungsorgan des Bundes geführt wurde, und dem nationalen Computer Emergency Response Team (GovCERT) aufgebaut.
Hauptaufgabe des BACS ist es, die Schweiz im Cyberraum sicherer zu machen. Hierzu sensibilisiert und warnt es die Öffentlichkeit vor Cyberbedrohungen und Cyberangriffen. Das BACS nimmt Meldungen zu Cybervorfällen entgegen und unterstützt insbesondere Betreiberinnen von kritischen Infrastrukturen bei der Bewältigung. Es erstellt technische Analysen zur Bewertung und Abwehr von Cybervorfällen und Cyberbedrohungen sowie zur Identifikation und Behebung von Schwachstellen beim Schutz der Schweiz vor Cyberbedrohungen.
Im September 2021 erhielt das NCSC von der zuständigen unabhängigen US-Organisation MITRE als Autorisierungsstelle und damit zur Vergabe von CVE-Nummern anerkannt. Als Fachstelle des weltweiten Netzwerks zur Verwaltung von Schwachstellen in Informatiksystemen ist das NCSC berechtigt, gemeldeten Schwachstellen eine eindeutige Identifikationsnummer gemäss internationalem Referenzsystem zu vergeben.
Am 2. Dezember 2022 beschloss der Bundesrat die Überführung des NCSC in ein eigenständiges Bundesamt. Er begründet dies mit der zunehmenden Bedeutung der Cybersicherheit und der guten Aufbauarbeit, welche das NCSC bereits geleistet hatte. In diesem Zuge wurde das NCSC als ziviles Bundesamt für Cybersicherheit (BACS) im Departement Verteidigung, Bevölkerungsschutz und Sport (VBS) angesiedelt und erhielt ein höheres Budget.
Am 24. Mai 2023 hat der Bundesrat Florian Schütz als Direktor für das neue Bundesamt für Cybersicherheit ernannt, welcher zuvor bereits der Leiter des NCSC und Delegierter des Bundes für Cybersicherheit war.
Am 7. März 2025 wurde die Meldepflicht für Cyberangriffe auf kritische Infrastrukturen vom Bundesrat per 1. April 2025 in Kraft gesetzt. Die Betreiberinnen und Betreiber von kritischen Infrastrukturen sind verpflichtet, dem BACS Cyberangriffe innerhalb von 24 Stunden nach deren Entdeckung zu melden. 

## Personalbestand
| Jahr | Vollzeitstellen |
| ---- | --------------- |
| 2024 | 63              |